# Flughafen Oslo-Fornebu

i7
i11
i13
Flughafen Oslo-Fornebu (norwegisch: Oslo lufthavn, Fornebu, IATA-Code: FBU, ICAO-Code: ENFB) war bis zur Schließung am 8. Oktober 1998 der Hauptflughafen für Norwegen in Oslo.
Er lag in der Gemeinde Bærum und wurde am 1. Juni 1939 eröffnet. Der Betrieb von Fornebu wurde am 8. Oktober 1998 eingestellt, als der Flughafen Oslo-Gardermoen für den zivilen Luftverkehr geöffnet wurde. Der Anlagenbereich für Wasserflugzeuge blieb über die Schließung hinaus bis heute in Betrieb.

## Geschichte
Seit dem Beginn der gewerblichen Luftfahrt landeten herkömmliche Flugzeuge nach Oslo auf dem Flugplatz in Kjeller und Wasserflugzeuge auf Gressholmen, was für die Osloer Region eine ungünstige Lösung darstellte.
Die Stadt Oslo entschied Ende der 1920er Jahre daher, gemeinsam mit dem norwegischen Verteidigungsministerium, einen neuen Flughafen zu errichten. Sie wählten Fornebu, eine Halbinsel im Bereich der Gemeinde (Kommune) Bærum, als geeigneten Standort aus. Die Stadt Oslo kaufte den Grund und begann die Errichtung.

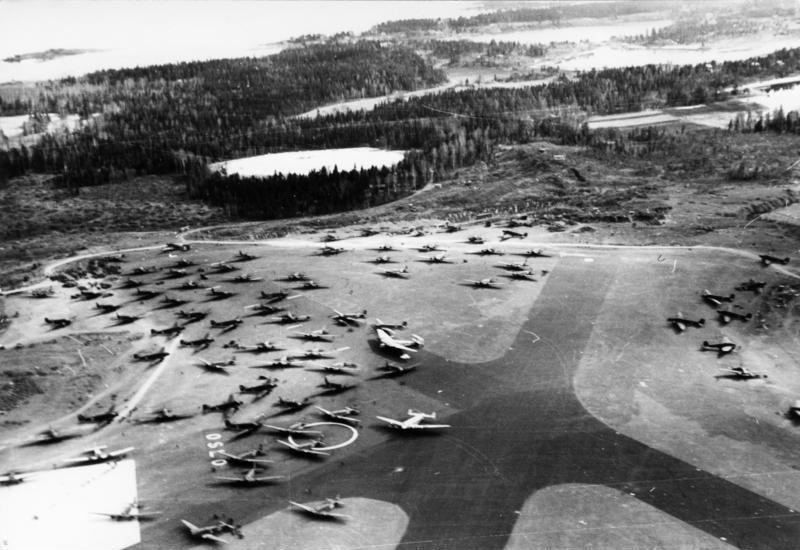
Der Flughafen im April 1940 unter deutscher Besatzung

Als der Flughafen am 1. Juni 1939 eröffnet wurde, besaß er drei Start- und Landebahnen (zwei mit Längen von 800 m und eine mit einer Länge von 700 m), ebenso eine Anlage für Wasserflugzeuge. Der Flughafen umfasste zahlreiche Gebäude, unter anderem ein Verwaltungsgebäude, einen Hangar, einen Kontrollturm und ein Abfertigungsgebäude. Das erste Flugzeug, das in Fornebu landete, war eine Douglas DC-2 der KLM Royal Dutch Airlines.
In der Operation Weserübung eroberte die Wehrmacht ab dem 9. April 1940 Dänemark und Norwegen. Zwei Flugzeuge (Ju 52) mit insgesamt 18 Fallschirmjägern und 50 Infanteristen an Bord nahmen Fornebu ein. Anschließend lag hier im April 1940 das Kampfgeschwader 4.
Während des Zweiten Weltkrieges erweiterte die deutsche Wehrmacht als Besetzer den Flughafen um weitere Gebäude und eine zusätzliche Nord / Süd-Start- und Landebahn mit einer Länge von 1200 Metern.
Nach dem Krieg übereignete die Stadt Oslo den Flughafen dem norwegischen Staat unter der Maßgabe, dass die Stadt die Grundflächen zurückerhält, wenn der Flughafen einmal geschlossen werde. Im Jahr 1962 wurde noch eine Ost-West-Start- und Landebahn mit einer Länge von 2370 m in Betrieb genommen und 1964 wurde ein neues Abfertigungsgebäude eröffnet, das Ende der 1960er Jahre um drei Gates erweitert wurde.

### Kapazitätsprobleme in den 1980er und 1990er Jahren
Der Flughafen Fornebu war in seiner letzten Ausbaustufe für ein Aufkommen von zwei Millionen Fluggästen pro Jahr dimensioniert. Im Jahr 1996 erreichte das jährliche Aufkommen bereits die Zehn-Millionen-Grenze, ebenso wurde die Betriebskapazität bereits am Morgen und am Nachmittag erreicht. Es gab nur eine nutzbare Start- und Landebahn und keine Erweiterungsmöglichkeiten, da das Gelände auf dreieinhalb Seiten vom Oslofjord begrenzt ist. Der Fluglärm bereitete Probleme in den naheliegenden Wohngebieten und trotz der Nähe zum Zentrum von Oslo (ungefähr sieben Kilometer) gab es keine leistungsfähigen öffentlichen Transportmittel. Als einzige vertretbare Lösung galt daher, einen neuen Flughafen zu errichten.
Nach zwei Jahrzehnten Diskussion über einen „neuen Hauptflugplatz“ und nach Prüfung von Standorten wie etwa Rygge oder Hurum entschied das Parlament im Jahr 1990, den neuen Flughafen an Stelle eines bestehenden Flugfeldes als Flughafen Oslo-Gardermoen, 56 km nördlich von Oslo zu errichten. Am 8. Oktober 1998 startete das letzte Flugzeug von Fornebu und in der folgenden Nacht übersiedelte der gesamte Flughafenbetrieb zum neuen Standort.

### Nach der Schließung

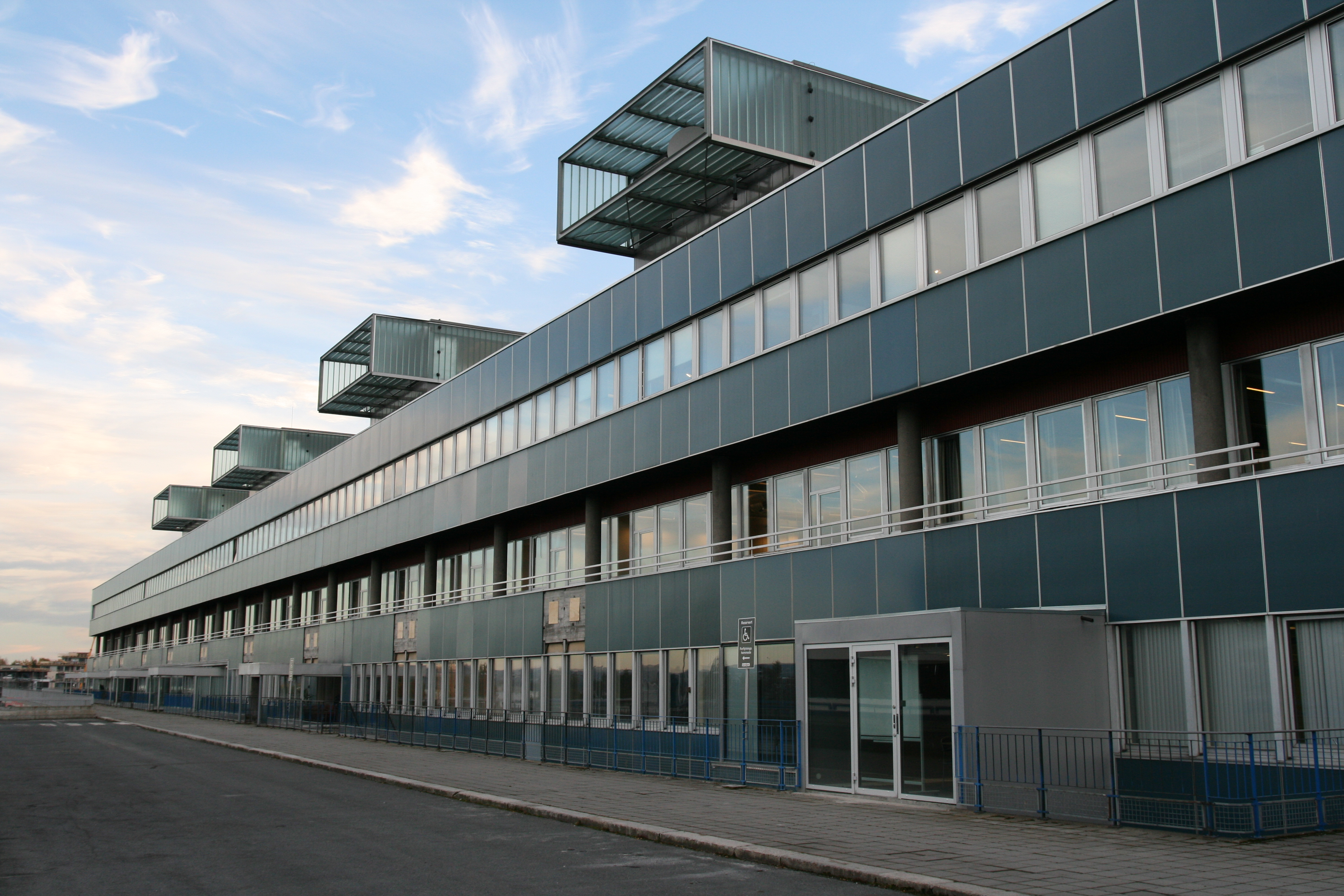
Das (ehemalige) Flughafengebäude.

Nach Schließung des Flughafens startete ein Großprojekt zur Errichtung einer Forschungsanlage für Gesellschaften der Informationstechnologie und Telekommunikation, als größtes Unternehmen siedelte sich Telenor an. Neben einem großen Gebäudekomplex entstand die Fußball- und Veranstaltungshalle Telenor Arena, in der der Eurovision Song Contest 2010 stattfand.
Vom ehemaligen Flughafen sind mehrere Gebäude erhalten, so der Kontrollturm, das Terminal-Gebäude und zwei markante Flugzeughallen. Im Westen der Halbinsel wurde ein 50 m × 20 m großes Stück der ehemaligen Landebahn 06/24 zur Erinnerung hergerichtet. Im Nordwesten ist der Wasserflugplatz „Kilen Sjøflyklubb“ weiterhin in Betrieb.

## Zwischenfälle
Von 1946 bis zur Schließung am 8. Oktober 1998 kam es am Flughafen Oslo-Fornebu und in seiner Umgebung zu 9 Totalschäden von Flugzeugen. Bei 5 davon kamen 102 Menschen ums Leben. Auszüge:
- Am 21. April 1944 musste mit einer Douglas DC-3-220B der Lufthansa (Luftfahrzeugkennzeichen D-AAIG) etwa 72 Kilometer südlich des Zielflughafens Oslo-Fornebu eine Notwasserung im Oslofjord durchgeführt werden. Grund waren Rauch und Feuer von einer Signalfackel, die im Cockpit aktiviert worden war. Von den 20 Insassen kamen 9 ums Leben, alle drei Besatzungsmitglieder und 6 Passagiere.[3]

- Am 18. Dezember 1945 wurde eine Douglas DC-3/C-47B der britischen Royal Air Force (RAF) (KN413) beim Durchstarten am Flughafen Oslo-Fornebu gegen den Berg Voksenkollen geflogen. Durch diesen CFIT (Controlled flight into terrain) wurden alle 17 Insassen getötet, vier Besatzungsmitglieder und 13 Passagiere.[4]

- Am 22. Mai 1946 fiel bei einer Junkers Ju 52/3m2e der Det Norske Luftfartselskap (DNL) (LN-LAB) kurz nach dem Start vom Flughafen Oslo-Fornebu der linke Motor aus. Beim Versuch einer Umkehrkurve kam es zum Strömungsabriss, die Maschine streifte Baumwipfel und stürzte in ein Haus am Südrand des Flughafens. Von den 13 Insassen überlebte nur ein Passagier.[5][6]

- Am 20. November 1949 wurde eine Douglas DC-3/C-47A-25-DK der niederländischen Aero Holland (PH-TFA) 31,5 Kilometer südlich des Flughafens Oslo-Fornebu gegen einen Berg geflogen. Bei diesem CFIT (Controlled flight into terrain) wurden 34 der 35 Insassen getötet, vier Besatzungsmitglieder und 30 Passagiere. Das Flugzeug wurde erst zwei Tage später gefunden. Ein Junge hatte den Unfall überlebt.[7]

- Am 14. April 1963 stürzte eine Vickers Viscount 759D (TF-ISU) der Flugfélag Íslands im Anflug auf Oslo-Fornebu sechs Kilometer vor dem Flughafen ab. Die in Kopenhagen gestartete Maschine sollte über Oslo und Bergen zurück nach Reykjavík fliegen. Alle zwölf Insassen kamen ums Leben, acht Passagiere und vier Besatzungsmitglieder (siehe auch Flugunfall von Nesøya).[8]

- Am 5. März 1964 kam es mit einer Douglas DC-3/C-47A-1-DK der norwegischen Widerøe’s Flyveselskap (LN-PAS) zu einem Startunfall auf dem Flughafen Oslo-Fornebu. Das Flugzeug wurde irreparabel beschädigt. Alle 18 Insassen, drei Besatzungsmitglieder und 15 Passagiere, überlebten den Unfall.[9]

- Am 23. Dezember 1972 wurde eine Fokker F28-1000 Fellowship der Braathens SAFE (heute SAS Norge) (LN-SUY) beim Anflug auf den Flughafen Oslo-Fornebu in einen Berg geflogen (CFIT, Controlled flight into terrain). Bei dem Unfall wurden 40 der 45 Insassen getötet (alle 3 Besatzungsmitglieder und 37 Passagiere). Der Kapitän hatte während des Anflugs ein privates Funkgespräch mit dem Fluglotsen über Weihnachtsthemen geführt. Dabei geriet die Maschine mehr als 7 Kilometer vom Kurs ab und 500 Meter unter den Gleitpfad, bis sie schließlich 16 Kilometer westlich des Flughafens im Wald einschlug (siehe auch Braathens-S.A.F.E.-Flug 239).[10]